# Level Plains
Level Plains es un pueblo ubicado en el condado de Dale en el estado estadounidense de Alabama. En el censo de 2000, su población era de 1544.

## Demografía
En el 2000 la renta per cápita promedia del hogar era de $ 38.269$, y el ingreso promedio para una familia era de 44.432$. El ingreso per cápita para la localidad era de 17.423$. Los hombres tenían un ingreso per cápita de 33.182$ contra 20.313$ para las mujeres.

## Geografía
Level Plains está situado en 31°18′49″N 85°46′2″O / 31.31361, -85.76722 (31.313659, -85.767307)
Según la Oficina del Censo de los EE. UU., la ciudad tiene un área total de 2.93 millas cuadradas (7.58 km²).